# Urania

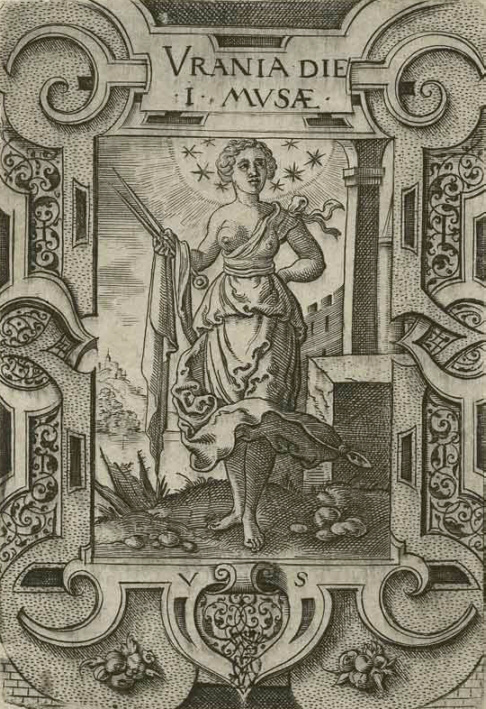
Urania (Stich von Virgil Solis aus P. Ovidii Metamorphosis von 1562)

Urania (altgriechisch Οὐρανία Ouranía, Betonung lateinisch und deutsch auf der zweiten Silbe: Urania) ist in der griechischen Mythologie die Muse der Sternkunde (Astronomie) – namentlich abgeleitet von Uranos, dem Himmel in Göttergestalt. Ihre Zeichen, mit denen sie dargestellt und beschrieben wird, sind Himmelsglobus und Zeigestab, oftmals in Händen gehalten, teilweise auch mit dem Stab in der linken Hand auf einen Globus am Boden zeigend.

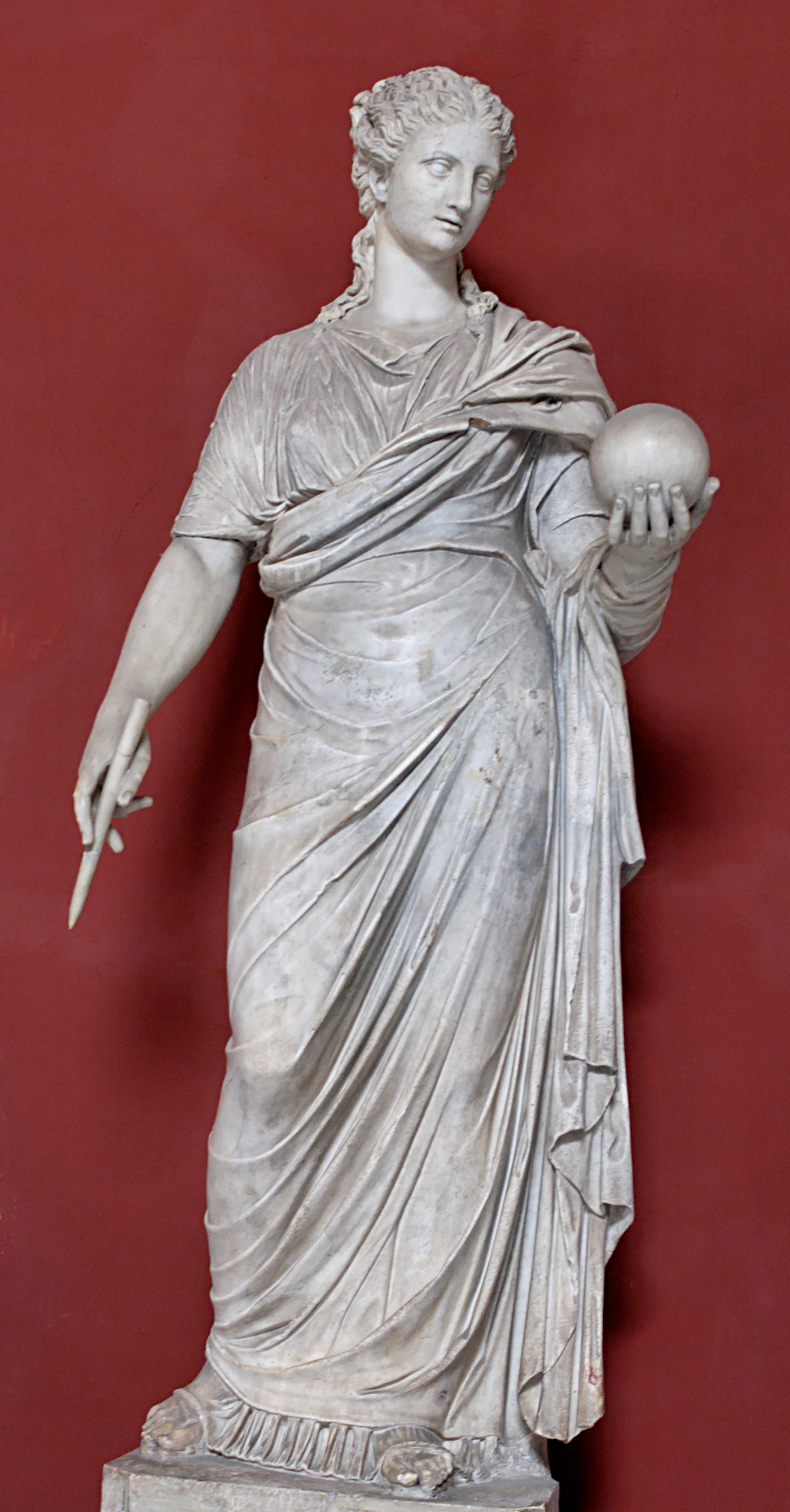
Die Muse Urania. Restaurierte Marmorstatue nach griechischen Vorlagen aus dem 4. Jahrhundert

Vom Gott Apoll wurde sie nach einigen Quellen auch die Mutter des Hymenäos und des Linos.
In der Spätantike (Macrobius, Martianus Capella) wurde die pythagoreische Vorstellung von der Sphärenharmonie so ausgestaltet, dass die Musen für die einzelnen Himmelssphären zuständig waren; dabei wurde Urania der Fixsternhimmel und damit der höchste Ton in der Sphärenharmonie zugewiesen.
Urania ist unter anderem Namensgeberin des Asteroiden Urania und der Sternwarte Uraniborg auf der Insel Hven. Die 1888 gegründete Berliner Gesellschaft Urania hatte bedeutende Beispielwirkung. Viele astronomische Observatorien und naturwissenschaftlich orientierte bürgerliche Volksbildungsvereine übernahmen diesen Namen, so die betreffenden Volkssternwarten Wien, Zürich, Jena, Glashütte und in Antwerpen sowie die Astronomische Gesellschaft Urania Wiesbaden. Auch in Frederiksberg bei Kopenhagen wurde im Dronning Olgas vej eine solche Urania eingerichtet.